# Gasoline (Seether)
Gasoline è il terzo singolo del gruppo musicale post-grunge Seether, estratto dall'album Disclaimer.

## Video musicale
Il videoclip del singolo mostra la band esibirsi in uno spazio buio e una ragazza nella sua camera da letto circondata da riviste di moda e cosmetici. Durante il video, la ragazza si cosparge la faccia di cosmetici nel tentativo di coprire le parole scarabocchiate come "bugiardo" e "ipocrita". Verso la fine del video, viene rivelato che la band si è esibita dietro uno specchio, che viene attraversato dal cantante Shaun Morgan, il quale rovescia una candela e dà fuoco alle sue riviste.

## Tracce
1. Driven Under (acoustic version)
2. Broken (acoustic version)
3. Gasoline (demo)
4. Gasoline (radio version)
5. Tied My Hands (acoustic version)

## Classifica
| Classifica (2003)                     | Posizione massima |
| ------------------------------------- | ----------------- |
| U.S. Billboard Mainstream Rock Songs  | 8                 |
| U.S. Billboard Hot Modern Rock Tracks | 37                |